# Ulrich Obrecht

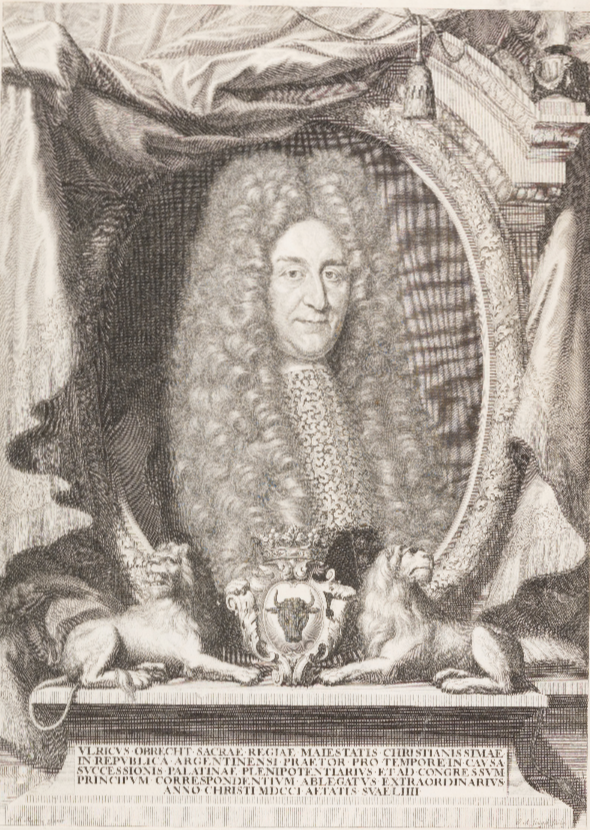
Johann Adam Seupel nach Johann Matthäus von Merian: Ulrich Obrecht (Radierung, Herzog August Bibliothek Wolfenbüttel)

Friedrich Ulrich Obrecht (* 23. Juli 1646 in Straßburg; † 16. August 1701 ebenda) war ein französischer Historiker, Jurist und Prätor des französischen Königreichs.

## Leben
Ulrich war das älteste von elf Kindern von Georg Obrecht († Februar 1673). Der gleichnamige Jura-Professor Georg Obrecht war sein Großvater.
Er ging in Montbéliard aufs Gymnasium, studierte dann in Straßburg, Altdorf und Basel Philologie, Geschichte und Jura. Nach einigen Disputationen während des Studiums, einer philologischen Abhandlung (1666) und der Verteidigung seiner Dissertation im Dezember 1667 war er Präzeptor eines russischen Diplomatensohns auf einer Reise durch Wien und Venedig.
Unterdessen wurde sein Vater, der Dominikus Dietrichs böswillig durch Schmähschriften in der ganzen Stadt des Verrats beschuldigte, im Anfang 1673 hingerichtet, als die Autorschaft der Schriften ihm zugeordnet werden konnte.
Nach seiner Heimreise heiratete Ulrich Obrecht Johann Heinrich Boecklers Tochter Anna Maria. 1676 wurde er Rektor an der Universität in Straßburg, wo J. H. Boeckler seinerzeit Professor für Beredsamkeit und Geschichte war. Im gleichen Jahr noch trat Obrecht eine Professur für Geschichte in Straßburg an.
Es folgten philologische Abhandlungen, einige ausdrucksstarke juristische Publikationen, auch welche, die sich durch die Verwendung ungedruckter Archivalien im Straßburger Archiv auszeichneten. 1681 erschien seine vierbändige Historia rerum Alsaticarum über den Elsass, seiner Geschichte und Geographie. Diese Schrift untersuchte die französischen Herrschaftsrechte im Elsass, begründet durch den Frieden von Münster und hatte dadurch ein aktuelles Interesse. Auch die Behauptung der Unabhängigkeit Straßburgs von den Bischöfen hatte Popularität. Frankreich hatte eine entgegengesetzte Sichtweise und konfiszierte die Schrift.
Im April 1682 promovierte Obrecht zum Doktor juris und wurde zudem Professor für Reichs- und Staatsrecht. Im August dieses Jahres vollzog er gegenüber Ludwig XIV. eine Panegyrikus, veranlasst durch die Geburt seines Enkels Louis.
Nun suchte Obrecht innerhalb der französischen Regierung seinen Aufstieg, vernachlässigte indes seine wissenschaftliche Tätigkeit. Durch eine Denkschrift schlug er sich als Prätor vor – als stellvertretender Vermittler des Königs zwischen Stadt und Staat. Unter der Voraussetzung, zum Katholizismus zu konvertieren, erreichte Obrecht sein Anliegen im April 1685 und wurde Praetor.
Seinen gewonnenen Einfluss nutzte er auch zur Rache gegen Dominikus Dietrich, stand ansonsten im Dienste der französischen Politik. 1698 wurde er nach Frankfurt abgesandt, um die Rechte der Herzogin von Orleans im Pfälzischen Erbschaftsstreit zu vertreten. Nach seiner Rückkehr starb er.
Ulrichs Sohn Johann Heinrich Obrecht erbte sein Amt als Prätor, wurde nach fünf Jahren wegen religiöser Meinungsdifferenzen abgesetzt. Auf ihn folgte Joh. Baptist von Klingling.

## Persönlichkeit
Nach Bewertung (1887) seines Biographen Harry Bresslau „ein gewandter Mann“, bestens gelehrt über „alle historischen Persönlichkeiten“, alle Länder und all ihre Gesetze. Wie die Universalgelehrten seiner Zeit sei er aber charakterschwach gewesen, als Professor hingegen außerordentlich gut.